# Nachal Šalem
Nachal Šalem (hebrejsky: נחל שלם) je krátké vádí v Dolní Galileji, v severním Izraeli.
Začíná v nadmořské výšce okolo 0 metrů, na východních svazích hřbetu Ramat Porija, východně od vesnice Porija Ilit. Nachází se tu pramen Ejn Porija (עין פוריה). Pak vádí směřuje k východu a rychle sestupuje do příkopové propadliny Galilejského jezera, do kterého ústí cca 7 kilometrů jihojihovýchodně od centra města Tiberias a 1 kilometr severně od obce Kineret.